# Aksumitisches Reich

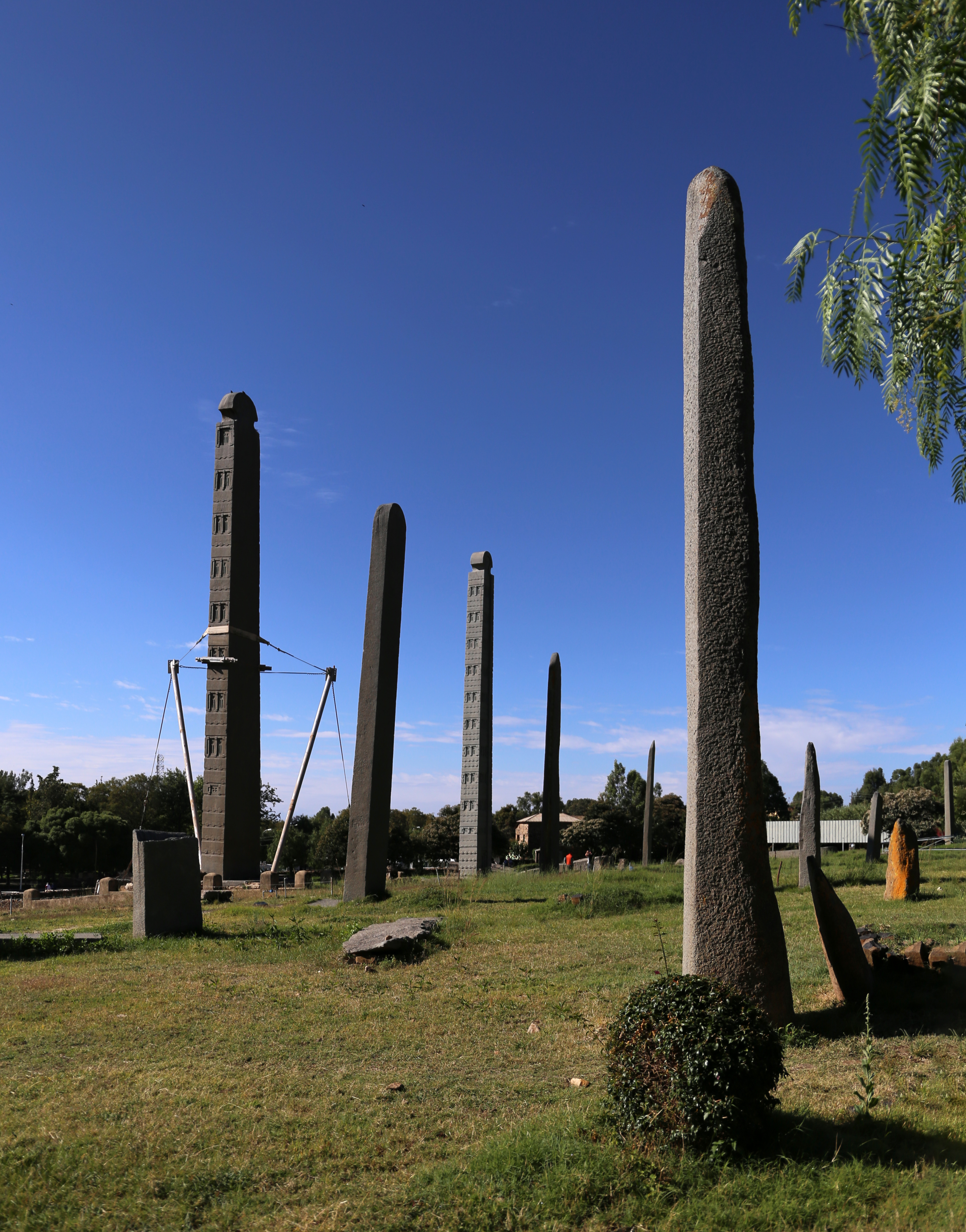
Stelenpark von Aksum

Das aksumitische Reich (auch axumitisches Reich) war ein spätantiker Staat im Nordosten Afrikas. Er umfasste das heutige Eritrea, Teile Äthiopiens – wo sich seine Hauptstadt Aksum befand –, Sudans sowie des Jemen. Es bestand vermutlich schon im 1. Jahrhundert n. Chr. und ging im 10. Jahrhundert unter. Einen erheblichen Teil seines Wohlstands verdankte das Reich dem Indienhandel.

## Entwicklung

### Vorgeschichte
Mangels schriftlicher Überlieferungen ist die Geschichte vor der Entstehung des aksumitischen Reiches nur durch Bodenfunde bekannt. Bereits im 3. vorchristlichen Jahrtausend existierte an der äthiopisch-sudanesischen und eritreischen Grenze eine weit entwickelte Kultur. Sie ist von einigen Siedlungen bekannt, die aber in der Regel bisher nicht ausgegraben wurden. Es gibt Steinäxte, Keulenköpfe, Keramik und Schmuck. Diese Kultur zeigt eine gewisse Verwandtschaft mit der nubischen C-Gruppe.
In der Eisenzeit, der sog. Prä-Aksumitischen Periode, bestanden Kontakte mit Südarabien. Besonders stark wurde der südarabische Einfluss auf Äthiopien etwa Mitte des 1. Jahrtausends v. Chr. mit der Entstehung des vermutlich ursprünglich vom südarabischen Reich Saba abhängigen Staates Da’amot (auch Di'amat u. ä.) auf der Tigray-Hochebene. Die Inschriften aus Da'amot sind teilweise auf Sabäisch abgefasst, die königlichen Inschriften weisen jedoch Merkmale des Altäthiopischen, der Sprache des späteren aksumitischen Reiches, auf. Über das Ende von Da'amot ist nichts bekannt, die letzten Inschriften könnten in das 4. Jahrhundert v. Chr. gehören.
In der populären Geschichtsschreibung war die Betonung des arabischen Einflusses, seit Carlo Conti Rossini diesen hervorgehoben hat, lange vorherrschend. Dies hängt damit zusammen, dass der Kenntnisstand zur Geschichte Südwestarabiens deutlich besser war (und ist), und damit alle kulturellen Elemente und Einflüsse scheinbar von dort ausgingen. Afrikanische Entwicklungen, die sehr viel weiter zurückreichen, konnten zu dieser Zeit noch nicht wahrgenommen werden. Um der Bezeichnung prä-aksumitisch aus dem Weg zu gehen, wurde in der englischen Fachliteratur vielfach von „ethio-sabean“, häufig wiederum als frühe Phase, und „transitional“ oder „inter-mediate“ (für die letzten vier vorchristlichen Jahrhunderte) gesprochen, um die angebliche Staatlichkeit vor Aksum zu benennen. Damit aber wurde der Schwerpunkt auf den Kulturaustausch von Eliten gelegt, was wiederum lange Kontinuitäten überdeckte oder ausblendete. Akzeptiert wird die auf Aksum selbst bezogene Bezeichnung als „proto-aksumite“. Die von Jacqueline Pirenne in den 1950 und 60er Jahren vorangetriebene „Kurze Chronologie“ führte dazu, dass fast alles archäologische Material in die 2. Hälfte des 1. Jahrtausends v. Chr. zeitlich vorrückte.

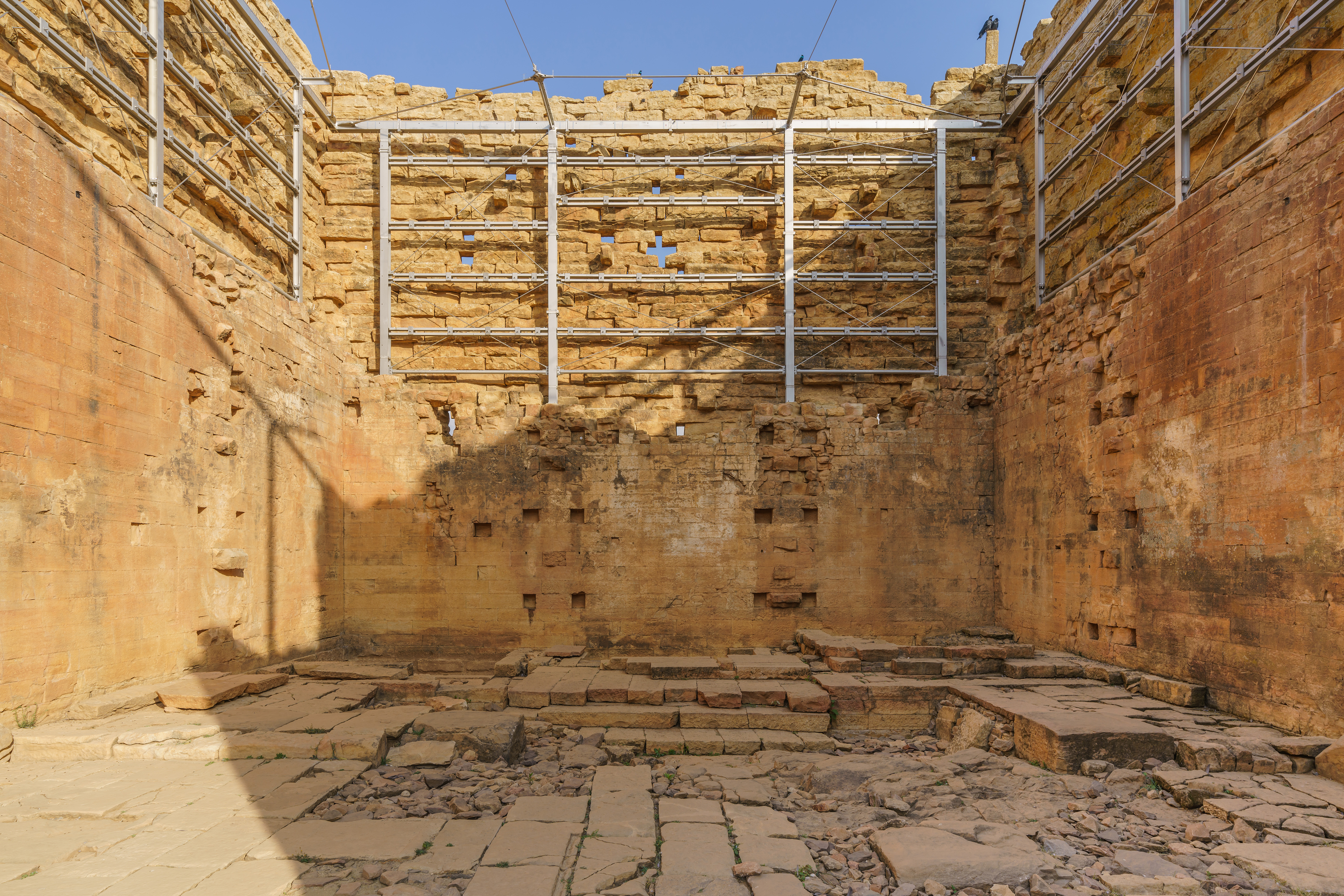
Mauerwerk und Bodenbelag im Tempel von Yeha

Während für die Bevölkerung eine starke Kontinuität angenommen wird, kann dies bei den Führungsgruppen, auf die die überwiegend religiösen Monumente zurückgehen, nicht vorausgesetzt werden. Diese religiösen Monumente ballen sich zudem in den fruchtbarsten Gebieten. So ist etwa Yeha im nördlichen Zentraltigray deutlich sabäisch geprägt. Der Große Tempel weist eine Grundfläche von 18,6 mal 15 m auf und ragt noch immer bis zu 13 m auf. Widmungen auf Ziegeln erweisen die Ausrichtung auf den südarabischen Mondgott. Nach der besagten kurzen Chronologie wäre dieser Bau, dem wahrscheinlich ein anderer Tempel voranging, um 500 v. Chr. entstanden, jedoch nimmt man heute eine Entstehungszeit um 800 v. Chr. an. Ebenfalls Analogien zum sabäischen Baustil weist ein gleichfalls der sogenannten Elite zugewiesenes Gebäude namens Grat Be'al Gebri auf, das ähnlich alt sein dürfte. Dieses umfasst eine Fläche von 44 m². An seiner Südostseite fand sich ein Portikus von sechs massiven, 10 m hohen monolithischen Säulen. Arabische Buchstaben ließen sich belegen, so dass geschlussfolgert wurde, dass südarabische Handwerker und Baumeister hier am Werk waren. Nur wenige Metallfunde, fast ausschließlich Kupferlegierungen, fanden sich, vor allem in Gräbern. Auch diese gehörten der Führungsgruppe an. Die Kupferobjekte könnten eine Art Siegel oder Stempel gewesen sein, die Eigentum markieren sollten. Der Handel war von geringerem Umfang als lange angenommen. Er bezog sich vor allem auf Keramik und Obsidian. Bei den wenigen Inschriften lassen sich zwei Gruppen unterscheiden, nämlich solche, die von einer Elite geschaffen wurden, die starke kulturelle Kontakte nach Südarabien aufwies, während eine zweite Gruppe von lokalen Gruppen geschaffen wurde.
Die Annahme eines vor-aksumitischen Staates namens Da’amot beruht auf sieben Inschriften auf Säulen, von denen sich allerdings keine einzige an dem Ort befand, an dem sie ursprünglich angebracht worden war. Drei von ihnen fanden sich auf Steinen bei Aksum, die anderen vier an einer Art Kräuterduftlampen aus dem östlichen Tigray. In Yeha hingegen, oftmals als Hauptstadt der gemutmaßten politischen Einheit gedacht, fand sich keine einzige Inschrift. Dies bestärkt die Annahme, dass diese Kleinreiche von geringer Kontinuität gekennzeichnet waren. Dabei sind die Namen von vier Herrschern überliefert, doch ist weitgehend unklar, was der mehrfach auftauchende Titel (oder die Anrede als Ehrwürdiger) zu bedeuten hat, ob sich die Herrscher womöglich in südarabischer Weise ansprechen ließen, etwa aus Prestigegründen.
Dennoch lässt sich eine so deutliche kulturelle Veränderung in der zweiten Hälfte des Jahrtausends belegen, dass, wie der Name Prä-Aksumitisches Reich nahelegt, die Verbindung zu Aksum größer war als die zu den vorhergehenden Kulturen. Die Ausgrabungen von Beta Gyorgis wiesen eine weitgehend homogene Keramik nach, dazu Monumentalbauten sowie einen Friedhof von etwa 10 ha Fläche. Dort befinden sich über 100 Stelen, von denen allerdings nicht klar ist, wie viele von ihnen dem 1. Jahrtausend v. Chr. zuzurechnen sind. Eisen fand sich nur bei zwei Pfeilspitzen und zwei Ritualbeilen. Insgesamt basierte die Ökonomie weiterhin auf Viehhaltung, also auf Rindern, Schafen und Ziegen, auch Hunde wurden nachgewiesen, sowie auf Gerste, Emmer und Weizen, möglicherweise Zwerghirse.

### Ersterwähnungen, Orientierung nach Griechenland, Expansion nach Südarabien und Vertreibung

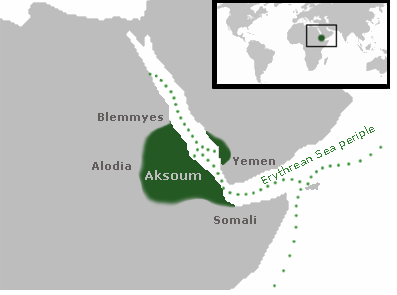
Ungefähre Ausdehnung des aksumitischen Reiches unter Ezana (4. Jahrhundert)

Die Entstehung des aksumitischen Reiches kann spätestens um Christi Geburt angesetzt werden. Die ersten Erwähnungen der Stadt Aksum, die auf vorher wenig besiedeltem Gebiet gegründet wurde, finden sich im anonymen Periplus Maris Erythraei, der um die Mitte des 1. Jahrhunderts n. Chr. entstand (wobei ein Herrscher namens Zoskales erwähnt wird, der oft als frühester Herrscher Aksums betrachtet wird), sowie in der Geographike Hyphegesis des Ptolemäus, die um 170 n. Chr. entstand. Ebenfalls aus diesen Jahrzehnten stammen die frühesten Funde und Reste größerer Bauanlagen aus Aksum; dennoch schwanken die Angaben der Entstehungszeit des Reiches zwischen etwa 50 v. Chr. und 50 n. Chr. In Aksum selbst behindert die moderne Besiedlung, aber auch die Überbauung durch selbst wiederum erhaltenswerte Gebäude die Grabungstätigkeit, so dass von hier nur wenige Erkenntnisse vorliegen. Deutlich ist, dass die neue Hauptstadt entstand, als die Eliten von Beta Giyorgis nach Aksum umsiedelten.

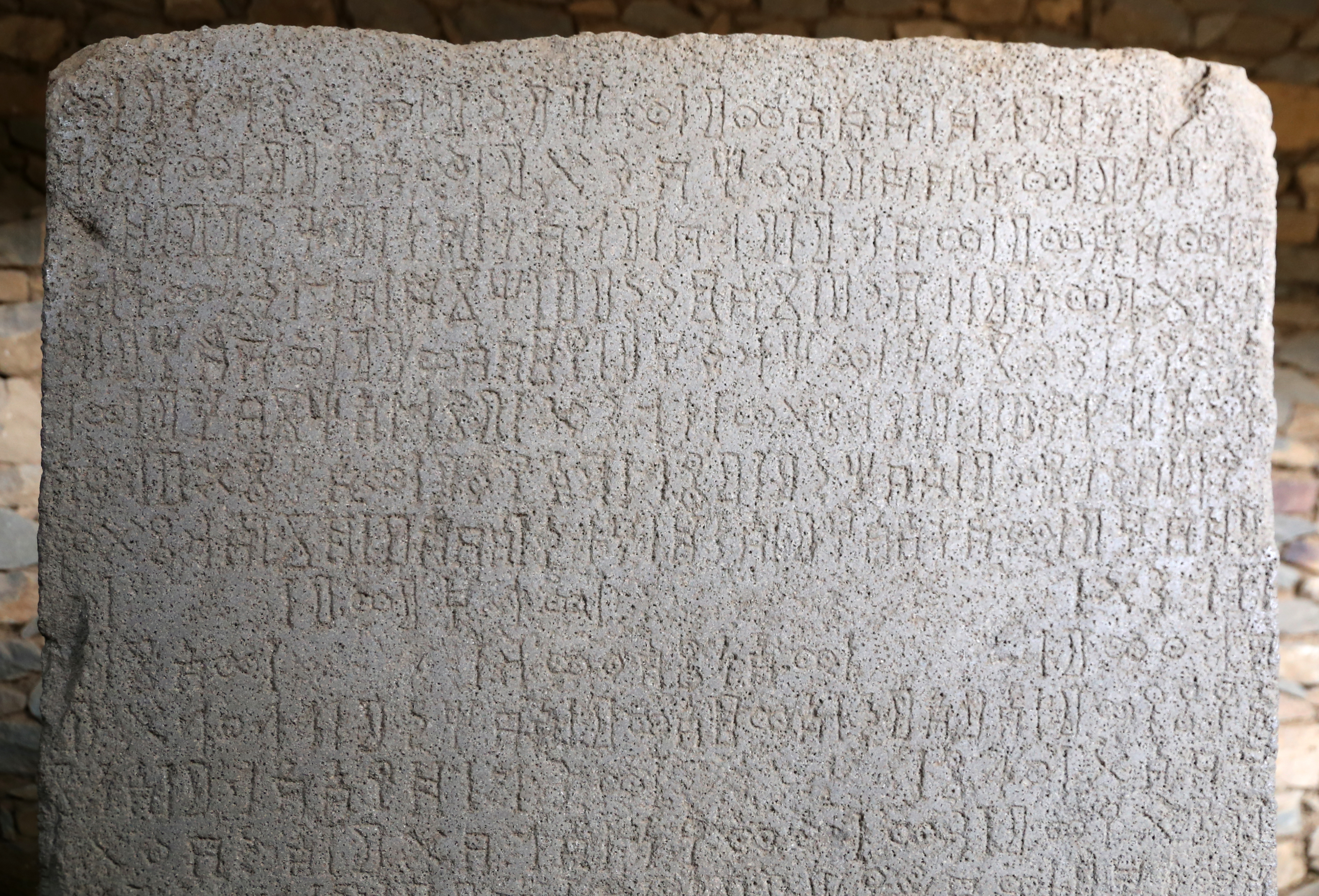
Oberer Teil der dreisprachigen Stele des Königs Ezana

Zoskales soll recht gut Griechisch gesprochen haben. Zwar weisen auch die frühen Münzen griechische Umschriften auf, doch dienten sie einem internationalen Handel. Die Bevölkerung, die in diesem Handel nicht tätig war, wird diese Sprache kaum beherrscht haben. Früh existierte in Aksum eine Kolonie ausländischer Händler. Möglicherweise stellen die beiden dreisprachigen Stelen, die an den beiden Hauptstraßen nach Aksum aufgestellt wurden, einen Reflex der Abwehr griechischer Dominanz oder wenigstens Einflusses dar, denn eine Säule am Rande von Adulis, die wohl älter ist, weist nur griechische Buchstaben auf. Darüber hinaus unterscheiden sich die dortigen Buchstabenformen signifikant von denen auf den Münzen. Nach der Mitte des 4. Jahrhunderts mehren sich die Anzeichen, dass das Griechische kaum noch beherrscht wurde. Im 6. Jahrhundert wiesen nur noch Goldmünzen, die im Fernhandel eingesetzt wurden, griechische Buchstaben auf, das Griechische kam wohl selbst in der Hauptstadt außer Gebrauch.
Bereits zu dieser Zeit kontrollierte Aksum mit dem wichtigen Hafen Adulis, acht Tagereisen von Aksum entfernt, den Zugang zum Roten Meer, was dem aksumitischen Reich eine Expansion nach Südarabien ermöglichte. Zu Beginn des 3. Jahrhunderts dehnte Aksum seinen Machtbereich das erste Mal nachweislich auf südarabischem Boden aus und schloss ein Bündnis mit dem sabäischen König ’Alhan Nahfan. Dessen Sohn Scha'ir Autar brach jedoch das Bündnis und unterstützte den himyarischen König bei der Vertreibung aksumitischer Truppen aus der himyarischen Hauptstadt Zafar. Auch in den folgenden Jahrzehnten agierten aksumitische Truppen in Südarabien. 
Dauerhafter war die Expansion westlich des Roten Meeres. Schon im 2. und 3. Jahrhundert fanden Feldzüge gegen die „Noba“ und „Kasu“ statt, wie Erinnerungsstelen ausweisen. Diese Stelen bieten zwar historische Abläufe, jedoch bestehen große Schwierigkeiten, die geographischen Namen und die genannten Völker oder Stämme zu identifizieren, zumal den Namen vielfach die Vokalisierung fehlt. In jedem Falle wurde die Revolte der „Bega“ niedergeschlagen, die Besiegten in einem Gebiet unter aksumitischer Kontrolle namens „Matlia“ angesiedelt. Es waren vielleicht nördliche Nachbarn östlich des Niltals. Bei den Kasu handelte es sich aller Wahrscheinlichkeit nach um Kusch im nördlichen sudanesischen Niltal; dementsprechend waren die Noba, die gleichfalls genannt werden, wohl Nubier.

### Römisch-indischer Handel, Christianisierung (Mitte 4. Jahrhundert)

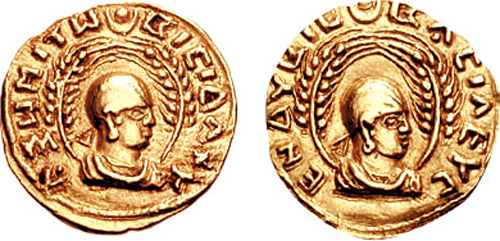
Goldmünze des Endubis (spätes 3. Jahrhundert); Durchmesser 15,6 mm, Gewicht 2,72 g; Büste rechtsblickend, der Herrscher trägt eine Kappe oder einen Helm, Darstellung umrahmt von zwei Halmen mit Ähren. Die Legende des Avers lautet: „ENDUBIS - BASILEUS“. Auf dem Revers ebenfalls eine Herrscherbüste, nur mit anders lautender Legende: „AXwMITw BISIDACY“ (von den Axumiten von Dakhu, Vokale ergänzt).

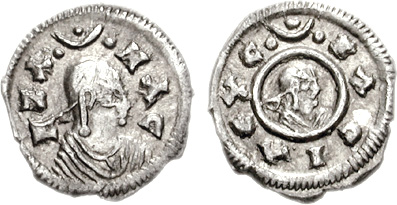
Münze des Ezana mit heidnischen Symbolen, geprägt vor seiner Konversion zum Christentum

Adulis war eine wichtige Station für den römischen Indienhandel (siehe auch Römisch-indische Beziehungen), weshalb es früh zu Kontakten mit dem Imperium Romanum kam. Der römische Kaiser Aurelian (270 bis 275) soll eine aksumitische Gesandtschaft empfangen haben. Von König Endubis an, der um 300 regierte, ließen die aksumitischen Herrscher Münzen nach römischem Vorbild und mit griechischer Beschriftung prägen; Endubis nannte sich hierin basileus. Als Konstantin der Große das römische Münzwesen reformierte, passten sich die Aksumiten an. Ihre Münzen ermöglichen eine recht gut abgesicherte Chronologie. 
Die geschichtlichen Vorgänge sind jedoch auch weiterhin kaum bekannt. Aus der vorchristlichen Zeit stammt der Stelenpark von Aksum. Dort markieren Stelen die Gräber hoch gestellter Personen, möglicherweise von Königen. Sie stammen aus dem 3. und 4. Jahrhundert. Die größte dieser Stelen maß 33 m und wog 520 t. Die späteren Gräber aus christlicher Zeit stammen aus dem 6. Jahrhundert und sind mit Kapellen überbaut worden. Auch wenn die meisten Gräber sehr viel einfacher waren, zum Teil sogar ohne jede Beigabe, so wiesen sie doch stets Stelen auf. Diese Gräber befanden sich meist außerhalb ‚urbaner‘ Gebiete („conurbations“, vielleicht als ‚Ballungsgebiete‘ zu übersetzen). 
Um 325 wurde die Besatzung eines römischen Schiffes, das einen aksumitischen Hafen angelaufen hatte, aus unklaren Gründen niedergemacht; unter den beiden Überlebenden soll sich auch Frumentius befunden haben, mit dem später die christliche Mission in Aksum ihren Anfang nahm. Mitte des 4. Jahrhunderts konvertierte der aksumitische König Ezana zum Christentum, wie Münzen und Inschriften belegen. Gleichzeitig hatte er militärische Erfolge im Niltal und in Südarabien zu verzeichnen. Fraglich ist hingegen, ob zwei Inschriften aus Meroe und der jüngere Abschnitt des Monumentum Adulitanum auf ihn zurückgehen. Der römische Kaiser Constantius II. stand vermutlich in Kontakt mit dem Reich von Aksum, Theophilos der Inder kehrte von seiner offiziellen „Orientmission“ wohl über Aksum ins Imperium zurück. In Aksum, das von der römischen Grenze zu Land etwa 30 Tagesreisen entfernt war, setzte man damals griechische Inschriften.
Der Handel intensivierte sich und er umfasste auch Waren wie Wein in Amphoren aus dem östlichen Mittelmeerraum oder Glaswaren aus Ägypten und Libyen.

### Überlieferungslücke (Mitte 4.–Anfang 6. Jahrhundert), Eroberung Südarabiens (um 530–535)
Bis zum 6. Jahrhundert sind keine historischen Vorgänge überliefert. Kaiser Justinian sandte den Diplomaten Julianus, dann Nonnosos nach Aksum, dessen Bericht als Zusammenfassung erhalten ist. Mit oströmischer Unterstützung griff König Ella Asbeha um 530 den jüdischen König Yusuf Asʾar Yathʾar (Dhu Nuwas) von Himyar (im heutigen Jemen, siehe auch die entsprechenden Ausführungen im Artikel Spätantike) an, der zuvor die himyarischen Christen verfolgt hatte. Er eroberte Himyar, das für einige Jahre unter aksumitischer Kontrolle blieb, bevor es um 535 unter Abraha die Selbstständigkeit erreichte. 
Die römische Unterstützung Aksums, trotz der dort vorherrschenden miaphysitischen Ausprägung des Christentums, ist auf strategische Gründe zurückzuführen: Rom und das neupersische Sassanidenreich befanden sich im Konflikt miteinander (siehe Römisch-Persische Kriege). Konstantinopel erhoffte sich, neue sichere Handelsrouten im südarabischen Raum mit Hilfe des christlichen Reichs von Aksum zu gewinnen. Dies gelang nicht. Etwas später, um 550, verfasste der griechische Kaufmann Kosmas Indikopleustes einen Bericht über die Route des oströmischen Indienhandels, in dem er auch Aksum beschrieb. Auf Bitten der Einheimischen kopierte und übersetzte er das heute verlorene griechische Monumentum Adulitanum, das aus einer Siegesinschrift des Ptolemäerkönigs Ptolemaios III. sowie einer wohl deutlich später entstandenen Inschrift eines ungenannten aksumitischen Königs (Ezana? Zoskales? Sembruthes?) bestand.

### Niedergang (bis etwa 960)
In der ersten Hälfte des 7. Jahrhunderts brach die Münzprägung ab. Die beginnende Ausbreitung des Islams führte in dieser Zeit zum Niedergang des Königreiches, als Gebiete an der Küste vom christlichen Königreich abgetrennt und so die alten Handelswege blockiert wurden. Nun noch stärker abgeschlossen von der Außenwelt, konnten sich Teile der aksumitischen Kultur besonders in Äthiopien und Eritrea bewahren. Dass das Christentum im Bereich Äthiopiens und Eritreas nicht stärker bekämpft wurde und so überlebte, wird damit erklärt, dass der aksumitische König Anhänger Mohammeds im Jahre 615, ca. sieben Jahre vor der Hidschra beschützt hatte.
Der Niedergang des Reiches zog sich lange hin. Aksum wurde spätestens im 9. Jahrhundert als Hauptstadt aufgegeben. Um 960 tötete Königin Gudit von Shewa den letzten König von Aksum und übernahm die Herrschaft. Damit endete das aksumitische Reich. Im 11. oder 12. Jahrhundert kam die Zagwe-Dynastie an die Macht.

## Religion

### Vorchristliche Zeit

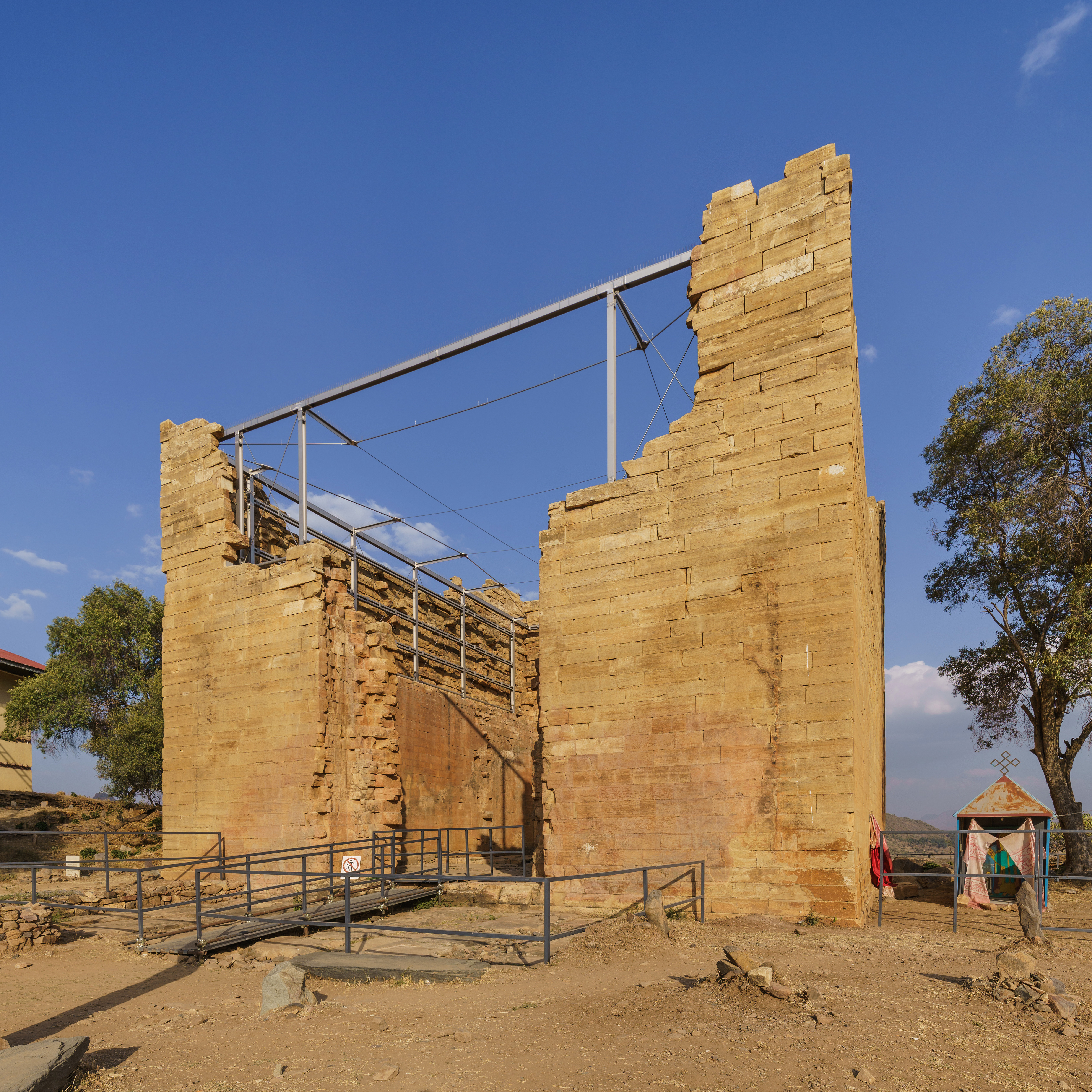
Der Tempel von Yeha

Aufgrund der spärlichen Schriftquellen ist nur wenig über die vorchristliche aksumitische Religion bekannt. Während in Da'amot typisch sabäische Gottheiten verehrt worden waren, findet sich auf aksumitischen Inschriften die aus Südarabien nicht bekannte Göttertriade Astar, Mahrem und Beher. Astar wurde mit Zeus identifiziert und ist ein weitverbreiteter semitischer Gott. Mahrem wurde mit dem Kriegsgott Ares gleichgesetzt und galt als Vater und Beschützer des Königs. Beher könnte ein Wassergott gewesen sein. Vorchristliche Heiligtümer sind kaum bekannt. Unter den bekannten nimmt der präaksumitische Tempel von Yeha eine herausragende Stellung ein.

### Christliche Zeit

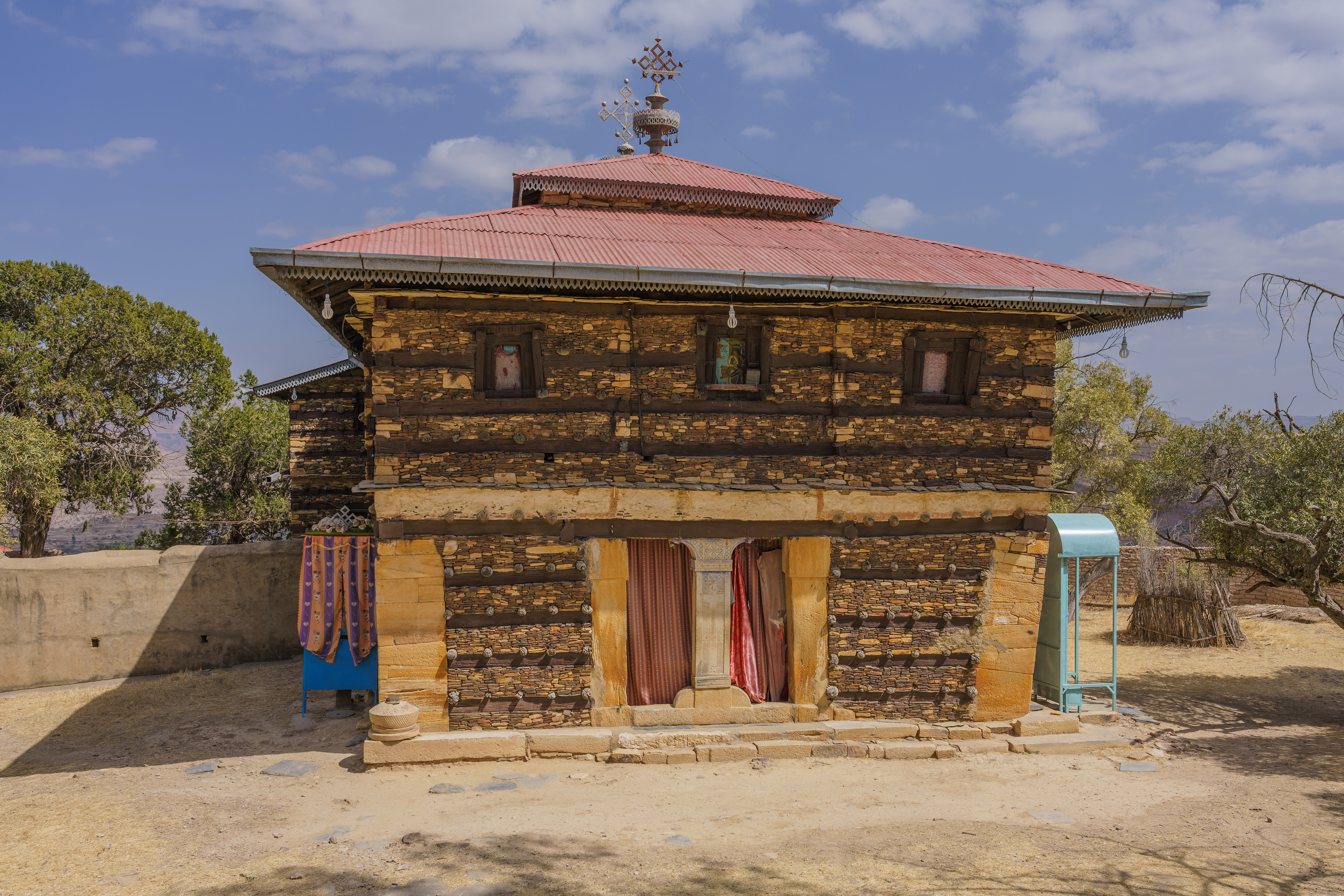
Das Kloster von Debre Damo, einer der ältesten äthiopischen Sakralbauten, in typisch aksumitischer Architektur

Nach späteren römischen Überlieferungen gelangte im 4. Jahrhundert der Tyrer Frumentius mit seinem Bruder nach Aksum und bekehrte dort König Ezana zum Christentum. Damit wurde Aksum zum ersten christlichen schwarzafrikanischen Staat überhaupt. Bischofssitze befanden sich zumindest in Aksum und in Adulis, Einzelheiten bezüglich der Gliederung der aksumitischen Kirche sind jedoch unbekannt. Die äthiopische Kirche war bis ins 20. Jahrhundert Teil der koptischen Kirche, mit der sie sich nach dem Konzil von Chalcedon 451 von der römischen Reichskirche (später orthodoxe und römisch-katholische Kirche) trennte.
Durch die Isolation Äthiopiens vom Rest der christlichen Welt seit der islamischen Expansion – nur mit der koptischen Kirche in Ägypten bestanden noch Beziehungen – hat die äthiopische Kirche Merkmale der frühen Kirche bewahrt. Gleichwohl kann wegen der mittelalterlichen Kirchen- und Liturgiereform nicht davon ausgegangen werden, dass die Liturgie und die Bräuche der bis heute bestehenden Äthiopisch-Orthodoxe Tewahedo-Kirche und Eritreisch-Orthodoxe Tewahedo-Kirche im Wesentlichen den Zustand während des aksumitischen Reiches widerspiegeln. Kennzeichnend für die traditionelle äthiopische und eritreische Liturgie sind starke alttestamentliche und koptische Einflüsse.

## Materielle Kultur

### Kunst
Der weitaus größte Anteil an gefundenen Werken aksumitischer Kunst und aksumitischen Handwerks entfällt auf die meist ohne Töpferscheibe hergestellte Keramik. Die aksumitische Keramik war meist rot, seltener schwarz oder grau. Neben grober unverzierter Gebrauchskeramik findet sich auch verschiedenartig verzierte Ware. Häufige Verzierungen sind eingeritzte, eingedrückte oder aufgemalte Kreuze, Pflanzen, Paneelen und sonstige Muster. Vereinzelt finden sich grob gearbeitete Tonfigürchen und Tonwaren unbekannter Verwendung.
Verhältnismäßig häufig kam auch Metall zur Anwendung, meist Eisen, Kupfer und Bronze; seltener auch Gold und Silber, worunter ein Schatzfund aus Matara hervorzuheben ist. Das Spektrum der Metallfunde umfasst zum einen verschiedene Arten von Gebrauchsgegenständen und Waffen, zum anderen auch Schmuckstücke, Figürchen und sonstige dekorative Objekte. Diese sind meist relativ klein. Größere Statuen werden zwar inschriftlich erwähnt, sind aber nicht erhalten. Unter den aksumitischen Metallarbeiten besonders erwähnenswert sind die aus Gold, Silber oder Bronze nach römischem Vorbild hergestellten Münzen.
Weitere Materialien, die im aksumitischen Reich verarbeitet wurden, sind Elfenbein, Stein und wohl nur vereinzelt auch Glas.

### Architektur

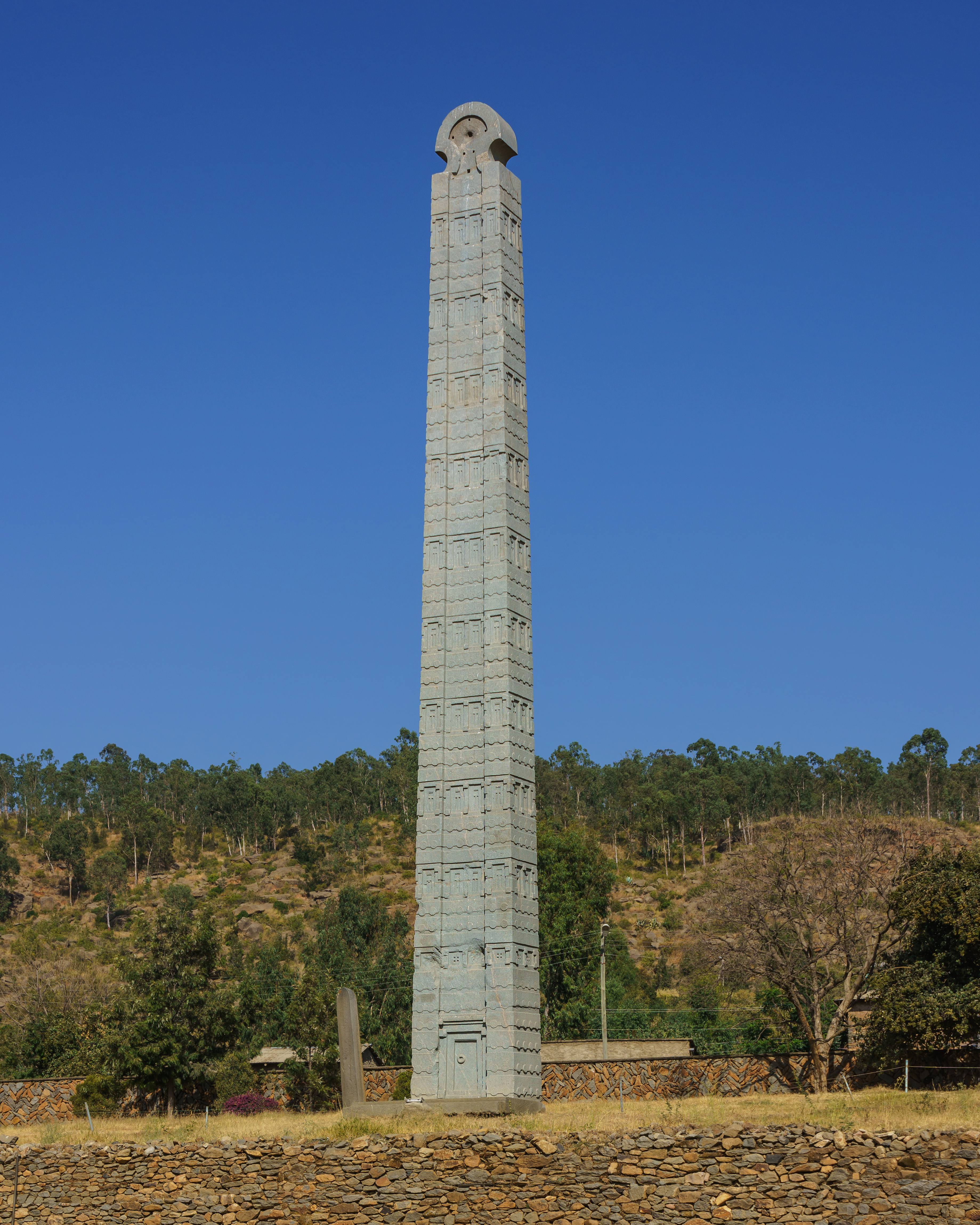
Stele aus Aksum

Von der aksumitischen Architektur sind hauptsächlich große Gebäude – wohl die Residenzen adliger Personen – aus Aksum, Dungur und Matara bekannt. Sie folgen einem relativ einheitlichen Bauplan. In der Mitte befand sich ein ungefähr quadratisches Gebäude mit einer Seitenlänge von 15–30 m und Eckrisaliten. Es war von einem oder mehreren Höfen sowie sich daran anschließenden Räumen umgeben, die insgesamt einen rechteckigen Komplex bildeten. Dessen Größe schwankte zwischen 50 m × 50 m und 120 m × 80 m. Die Wohnbauten der ärmeren Bevölkerung sind nur ansatzweise erforscht, besonders aussagekräftig sind die Ausgrabungen in Matara: Die Bevölkerung lebte dort in kleinen (ca. 25 m²), wenige Räume umfassenden Steinhäusern, die dicht aneinander gebaut Häuserblöcke bildeten, welche wiederum durch enge Gassen voneinander getrennt wurden.
Die sicherlich berühmtesten Bauwerke aus dem aksumitischen Reich sind aber die großen Stelen in den Nekropolen von Aksum. Sie weisen eine Höhe von bis zu 30 m auf. Ihre Seiten sind mit Reliefs, die offenbar aksumitische Hauswände nachahmen, bearbeitet.
Ein besonderes Element aksumitischer Architektur bilden die Kirchen. Sie waren ähnlich den Bauten im christlichen Syrien apsidiale Basiliken. Derartige Bauwerke wurden u. a. in Aksum, in Matara und in Adulis ergraben.

## Wirtschaft
Grundlage der aksumitischen Wirtschaft war die Landwirtschaft (Ackerbau und Viehzucht), die besonders im Süden Äthiopiens durch Klima und Bodenverhältnisse begünstigt wurde. Ob für den Ackerbau wie in Südarabien Bewässerungsanlagen eingesetzt wurden, lässt sich nicht sicher beantworten. Die erhaltenen Reste von Wasserspeicheranlagen wie dem Mai Shum in Aksum lassen sich nicht datieren.
Den Aufstieg Aksums dürfte aber erst der Handel ermöglicht haben. Für diesen existieren römische Quellen. Für die Frühzeit sind dies insbesondere der Periplus Maris Erythraei, für das 6. Jahrhundert der Bericht des Kosmas Indikopleustes. Nach ihren Aussagen exportierte das aksumitische Reich in besonderem Maße aus den in Äthiopien beheimateten Tieren gewonnene Produkte, wie Elfenbein, Schildpatt, Flusspferdhaut und Affen. Ebenfalls eine Rolle spielte der Export von Weihrauch und Gewürzen, Gold und auch Sklaven. Aksum importierte im Gegenzug aus Indien und dem Römischen Reich hauptsächlich Stoffwaren, Keramikware, Glaswaren und Metalle.

## Sprache und Schrift

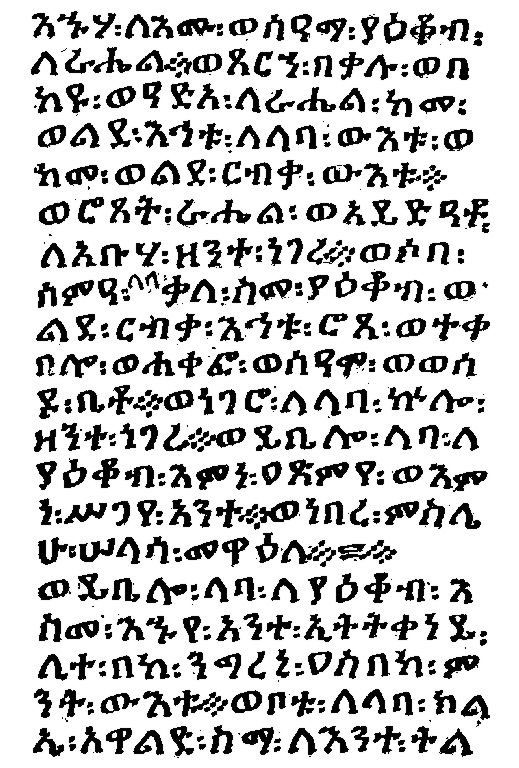
Altäthiopisches Manuskript (15. Jahrhundert)

Die Sprache des aksumitischen Reiches war das Altäthiopische, das zu den äthiosemitischen Sprachen aus dem südlichen Zweig der semitischen Sprachen gehört. In königlichen Inschriften wurde jedoch – bereits vor der Christianisierung – nicht selten das Griechische verwendet. Wie die altsüdarabische Schrift war die Schrift des Altäthiopischen zunächst eine reine Konsonantenschrift; unter der Regierung Ezanas wurde sie aber durch Zufügung kleiner Striche und Kreise zu einer Silbenschrift erweitert.